# ГЕС Еденфорсен
ГЕС Еденфорсен — гідроелектростанція у центральній частині Швеції. Розташована між ГЕС Дегерфорсен (вище за течією) та ГЕС Лонгбьйорн, входить до складу каскаду на річці Онгерманельвен (у верхній течії Aselealven), яка впадає в Ботнічну затоку Балтійського моря за півтори сотні кілометрів на південний захід від Умео.
Для роботи станції, введеної в експлуатацію у 1956 році, річку перекрили греблею висотою 19 метрів з розташованими по центру водоскидами. У 2014—2016 роках у межах програми з підвищення безпеки на річці Онгерманельвен до споруди додали ще один водопропускний шлюз, що суттєво збільшило її можливості на випадок повені.
Споруджений у підземному виконанні справа від водоскидів машинний зал обладнали двома турбінами типу Каплан загальною потужністю 63 МВт, які при напорі у 28 метрів забезпечували виробництво 320 млн кВт·год електроенергії на рік. Станом на середину 2010-х років внаслідок модернізації потужність станції довели до 73 МВт при незначному зростанні виробітки до 332 млн кВт·год.
Відпрацьована вода повертається у річку по відвідному тунелю довжиною 1,5 км за яким слідує відвідний канал довжиною 0,7 км.